# Шлях освіти
«Шлях осві́ти» — науково-педагогічний щомісячний журнал, орган Наркомосвіти УРСР, виходив у Харкові в 1922—1930 роках російською мовою, в 1923—1926 роках — українською і російською під назвами («Шлях освіти» — «Путь просвещения»), з 2/46 числа 1926 року — тільки українською мовою.
Широка програма журналу охоплювала питання освіти політики й організації освіти, соціального виховання, професійної освіти, політично-освітньої роботи, педології, методології, проблем підвищення кваліфікації викладацьких кадрів, освітньої практики, педагогічної преси, шкільних підручників, зокрема журнал містив багату бібліографію та інформації з досягнень педагогіки європейських народів та народів СРСР, повідомлення з учительських з'їздів, наукових дискусій тощо.
Головний редактор — Я. Ряппо.
У 1931—1941 роках виходив під назвою «Комуністична освіта» (змінено також профіль журналу).
З 1945 року реформований у журнал «Радянська школа».